# Bruno Spaggiari
Bruno Spaggiari (Reggio Emilia, 11 gennaio 1933) è un pilota motociclistico italiano ritiratosi dall'attività agonistica.

## Carriera

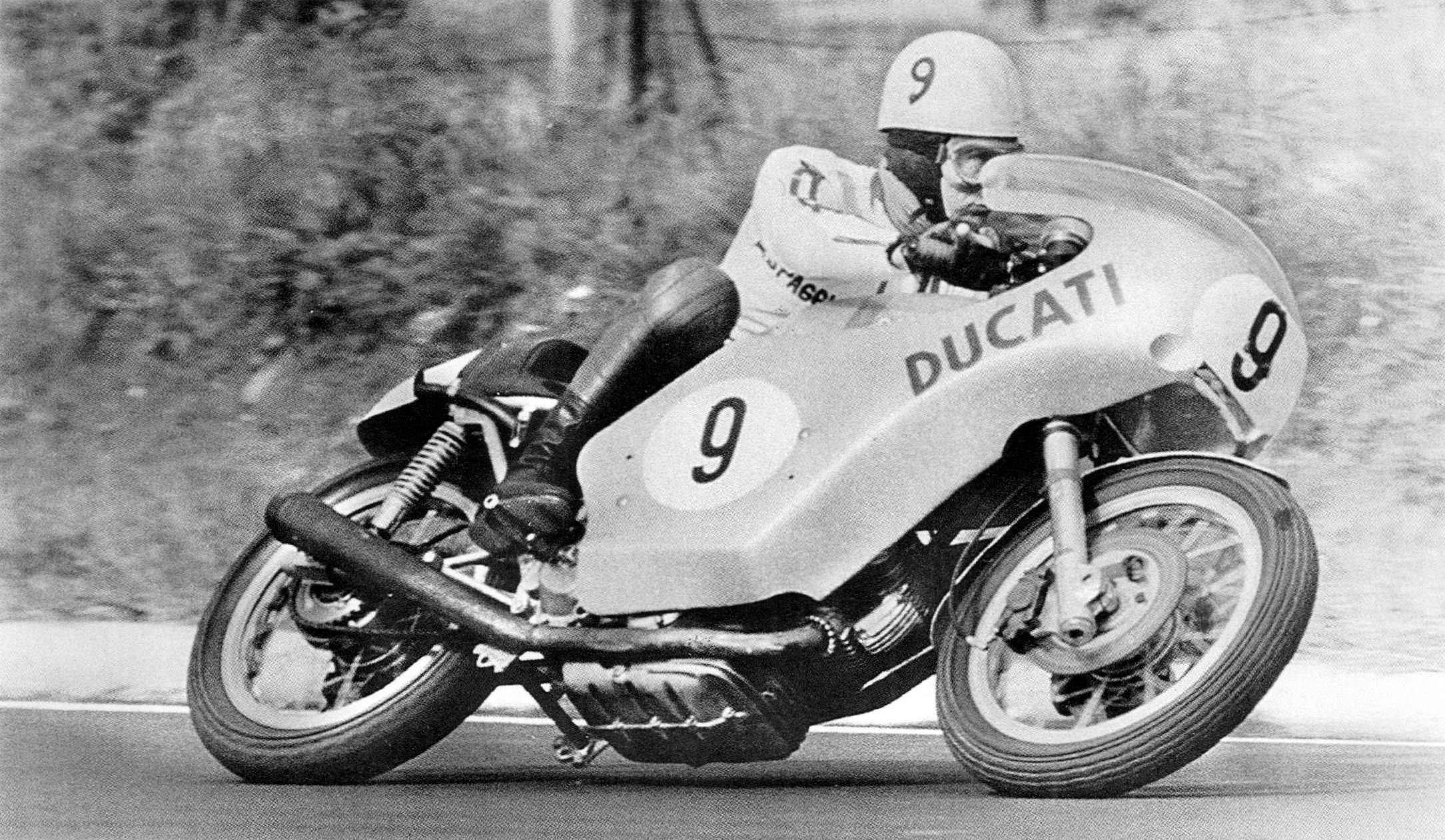
Spaggiari su Ducati 750 alla 200 Miglia imolese del 1972, chiusa al secondo posto

Dopo alcune esperienze con delle Gitan, Spaggiari venne notato dalla Ducati nel 1955, anno in cui ottenne la sua prima vittoria, al circuito di Cosenza. L'anno successivo divenne pilota ufficiale della casa di Borgo Panigale, ottenendo diverse vittorie tra cui quella del 1957, in coppia con Alberto Gandossi, alla 24 Ore del Montjuïc. Nel 1958 fu promosso Seniores: in quell'anno vinse il titolo italiano della classe 125 oltreché l'unico Gran Premio della carriera, il "Nazioni" svoltosi a Monza.
Il suo anno migliore fu il 1960 quando, dopo essere passato alla MV Agusta, terminò in quarta posizione il campionato del mondo della 125. Per la casa di Cascina Costa vinse anche un titolo italiano della ottavo di litro, nel 1964. Ritiratasi l'MV da 125 e 250 a fine '60, Spaggiari si accasò alla Benelli ottenendo tuttavia pochi risultati.
Negli anni successivi ritornò in Ducati, ottenendo alcuni risultati marginali nel mondiale con le 250 e 350 monocilindriche. Fu con la 500 bicilindrica a "L" che Spaggiari, durante quella che poi fu l'ultima apparizione in un Gran Premio, ottenne il risultato più rilevante dei suoi ultimi anni di carriera, arrivando terzo al "Nazioni" del 1972 svoltosi a Imola: oltre a essere il primo podio nella classe 500 per il pilota, fu il primo e unico podio della casa di Borgo Panigale nella mezzo litro.
Sempre al Santerno, nel '72 e nel '73 sfiorò la vittoria alla 200 Miglia, arrivando secondo dietro al compagno di marca Paul Smart il primo anno, beffato dall'esaurimento della benzina a poche curve dal traguardo, e ripetendo il piazzamento l'anno successivo, quando a batterlo fu Jarno Saarinen con la Yamaha.
Il 1974 fu l'ultimo anno di corse per Spaggiari. Dopo il ritiro gestì una scuderia con moto Ducati, prima di iniziare l'attività di concessionario di automobili e, successivamente, di imprenditore edile.

## Risultati nel motomondiale

### Classe 125
| 1958 | Classe | Moto   |  |  |  |  |  |  |   |  |  |  |  |  |  | Punti | Pos. |
| ---- | ------ | ------ |  |  |  |  |  |  | - |  |  |  |  |  |  | ----- | ---- |
| 1958 | 125    | Ducati |  |  |  |  |  |  | 1 |  |  |  |  |  |  | 8     | 8º   |

| 1959 | Classe | Moto   |    |     |   |   |   |  |  |  |  |  |  |  |  | Punti | Pos. |
| ---- | ------ | ------ | -- | --- | - | - | - |  |  |  |  |  |  |  |  | ----- | ---- |
| 1959 | 125    | Ducati | NE | Rit | 5 | 2 | 8 |  |  |  |  |  |  |  |  | 8     | 6º   |

| 1960 | Classe | Moto      |    |  |  |   |    |   |   |  |  |  |  |  |  | Punti | Pos. |
| ---- | ------ | --------- | -- |  |  | - | -- | - | - |  |  |  |  |  |  | ----- | ---- |
| 1960 | 125    | MV Agusta | NE |  |  | 4 | NE | 4 | 2 |  |  |  |  |  |  | 12    | 4º   |

| 1962 | Classe | Moto   |  |  |  |  |  |  |     |  |    |  |  |  |  | Punti | Pos. |
| ---- | ------ | ------ |  |  |  |  |  |  | --- |  | -- |  |  |  |  | ----- | ---- |
| 1962 | 125    | Ducati |  |  |  |  |  |  | Rit |  | NP |  |  |  |  | 0     |      |

| 1963 | Classe | Moto      |  |  |  |  |  |  |  |  |  |     |  |  |  | Punti | Pos. |
| ---- | ------ | --------- |  |  |  |  |  |  |  |  |  | --- |  |  |  | ----- | ---- |
| 1963 | 125    | MV Agusta |  |  |  |  |  |  |  |  |  | Rit |  |  |  | 0     |      |

| 1964 | Classe | Moto   |  |     |  |  |  |    |  |  |  |  |  |  |  | Punti | Pos. |
| ---- | ------ | ------ |  | --- |  |  |  | -- |  |  |  |  |  |  |  | ----- | ---- |
| 1964 | 125    | Ducati |  | Rit |  |  |  | NE |  |  |  |  |  |  |  | 0     |      |

| 1965 | Classe | Moto   |  |  |   |  |  |  |    |  |  |  |  |  |  | Punti | Pos. |
| ---- | ------ | ------ |  |  | - |  |  |  | -- |  |  |  |  |  |  | ----- | ---- |
| 1965 | 125    | Ducati |  |  | 4 |  |  |  | NE |  |  |  |  |  |  | 3     | 18º  |

| Legenda | 1º posto        | 2º posto            | 3º posto            | A punti      | Senza punti        | Grassetto – Pole position Corsivo – Giro più veloce |
| Legenda | Gara non valida | Non qual./Non part. | Ritirato/Non class. | Squalificato | '-' Dato non disp. | Grassetto – Pole position Corsivo – Giro più veloce |

### Classe 250
| 1961 | Classe | Moto    |  |  |  |  |  |  |  |  |  |  |  |  |  | Punti | Pos. |
| ---- | ------ | ------- |  |  |  |  |  |  |  |  |  |  |  |  |  | ----- | ---- |
| 1961 | 250    | Benelli |  |  |  |  |  |  |  |  |  |  |  |  |  | 0     |      |

| 1965 | Classe | Moto   |   |   |     |   |   |   |   |   |   |   |   |   |   | Punti | Pos. |
| ---- | ------ | ------ | - | - | --- | - | - | - | - | - | - | - | - | - | - | ----- | ---- |
| 1965 | 250    | Ducati | - | - | Rit | - | - | - | - | - | - | - | - | - | - | 0     |      |

| 1967 | Classe | Moto      |     |  |  |  |  |  |  |  |  |  |  |  |  | Punti | Pos. |
| ---- | ------ | --------- | --- |  |  |  |  |  |  |  |  |  |  |  |  | ----- | ---- |
| 1967 | 250    | Mototrans | Rit |  |  |  |  |  |  |  |  |  |  |  |  | 0     |      |

| 1968 | Classe | Moto   |  |     |  |  |  |  |  |  |  |     |  |  |  | Punti | Pos. |
| ---- | ------ | ------ |  | --- |  |  |  |  |  |  |  | --- |  |  |  | ----- | ---- |
| 1968 | 250    | Ducati |  | Rit |  |  |  |  |  |  |  | Rit |  |  |  | 0     |      |

| Legenda | 1º posto        | 2º posto            | 3º posto            | A punti      | Senza punti        | Grassetto – Pole position Corsivo – Giro più veloce |
| Legenda | Gara non valida | Non qual./Non part. | Ritirato/Non class. | Squalificato | '-' Dato non disp. | Grassetto – Pole position Corsivo – Giro più veloce |

### Classe 350
| 1968 | Classe | Moto   |  |    |  |  |    |  |  |    |  |   |  |  |  | Punti | Pos. |
| ---- | ------ | ------ |  | -- |  |  | -- |  |  | -- |  | - |  |  |  | ----- | ---- |
| 1968 | 350    | Ducati |  | NE |  |  | NE |  |  | NE |  | 5 |  |  |  | 2     | 14º  |

| 1969 | Classe | Moto   |  |  |    |  |  |    |  |  |  |  |   |  |  | Punti | Pos. |
| ---- | ------ | ------ |  |  | -- |  |  | -- |  |  |  |  | - |  |  | ----- | ---- |
| 1969 | 350    | Ducati |  |  | NE |  |  | NE |  |  |  |  | 6 |  |  | 5     | 25º  |

| Legenda | 1º posto        | 2º posto            | 3º posto            | A punti      | Senza punti        | Grassetto – Pole position Corsivo – Giro più veloce |
| Legenda | Gara non valida | Non qual./Non part. | Ritirato/Non class. | Squalificato | '-' Dato non disp. | Grassetto – Pole position Corsivo – Giro più veloce |

### Classe 500
| 1968 | Classe | Moto   |  |     |  |  |  |  |  |  |  |  |  |  |  | Punti | Pos. |
| ---- | ------ | ------ |  | --- |  |  |  |  |  |  |  |  |  |  |  | ----- | ---- |
| 1968 | 500    | Ducati |  | Rit |  |  |  |  |  |  |  |  |  |  |  | 0     |      |

| 1971 | Classe | Moto   |  |  |  |  |  |  |    |  |  |  |     |  |  | Punti | Pos. |
| ---- | ------ | ------ |  |  |  |  |  |  | -- |  |  |  | --- |  |  | ----- | ---- |
| 1971 | 500    | Ducati |  |  |  |  |  |  | NE |  |  |  | Rit |  |  | 0     |      |

| 1972 | Classe | Moto   |  |  |  |   |  |  |  |  |  |  |  |  |  | Punti | Pos. |
| ---- | ------ | ------ |  |  |  | - |  |  |  |  |  |  |  |  |  | ----- | ---- |
| 1972 | 500    | Ducati |  |  |  | 3 |  |  |  |  |  |  |  |  |  | 10    | 17º  |

| Legenda | 1º posto        | 2º posto            | 3º posto            | A punti      | Senza punti        | Grassetto – Pole position Corsivo – Giro più veloce |
| Legenda | Gara non valida | Non qual./Non part. | Ritirato/Non class. | Squalificato | '-' Dato non disp. | Grassetto – Pole position Corsivo – Giro più veloce |